# Lescuraea xanthophylla
Lescuraea xanthophylla là một loài Rêu trong họ Leskeaceae. Loài này được (Hampe & Lorentz) A. Jaeger mô tả khoa học đầu tiên năm 1878.